# Edita Janeliūnaitė
Edita Janeliūnaitė, née le 16 décembre 1988 à Šiauliai, était une coureuse cycliste lituanienne.

## Palmarès sur route
- 2009
  - 3e du championnat de Lituanie sur route
  - 3e du GP Lyon Gerland
- 2010
  - Grenoble Technisud
  - 10e du championnat d'Europe du contre-la-montre espoirs
- 2011
  - Tour de Grove
  - 2e du Sandy Springs Cycling Challenge
  - 3e du Wilmington Grand Prix
- 2013
  - 3e étape de Vuelta à Costa Rica
  - 3e du championnat de Lituanie sur route
  - 3e de Citta di Porto San Giorgio

### Grands tours

#### Tour d'Italie
2 participations
- 2012 : 77e
- 2014 : 122e

### Classements mondiaux
| Année                                 | 2009 | 2010 | 2011 | 2012 | 2013 | 2014 | 2015 | 2016 |
| ------------------------------------- | ---- | ---- | ---- | ---- | ---- | ---- | ---- | ---- |
| Classement UCI                        | 159e | 136e | nc   | 266e | 162e | 346e | 510e | 456e |
|                                       |      |      |      |      |      |      |      |      |
| Légende : nc = non classéSource : UCI |      |      |      |      |      |      |      |      |